# Mała Czantoria

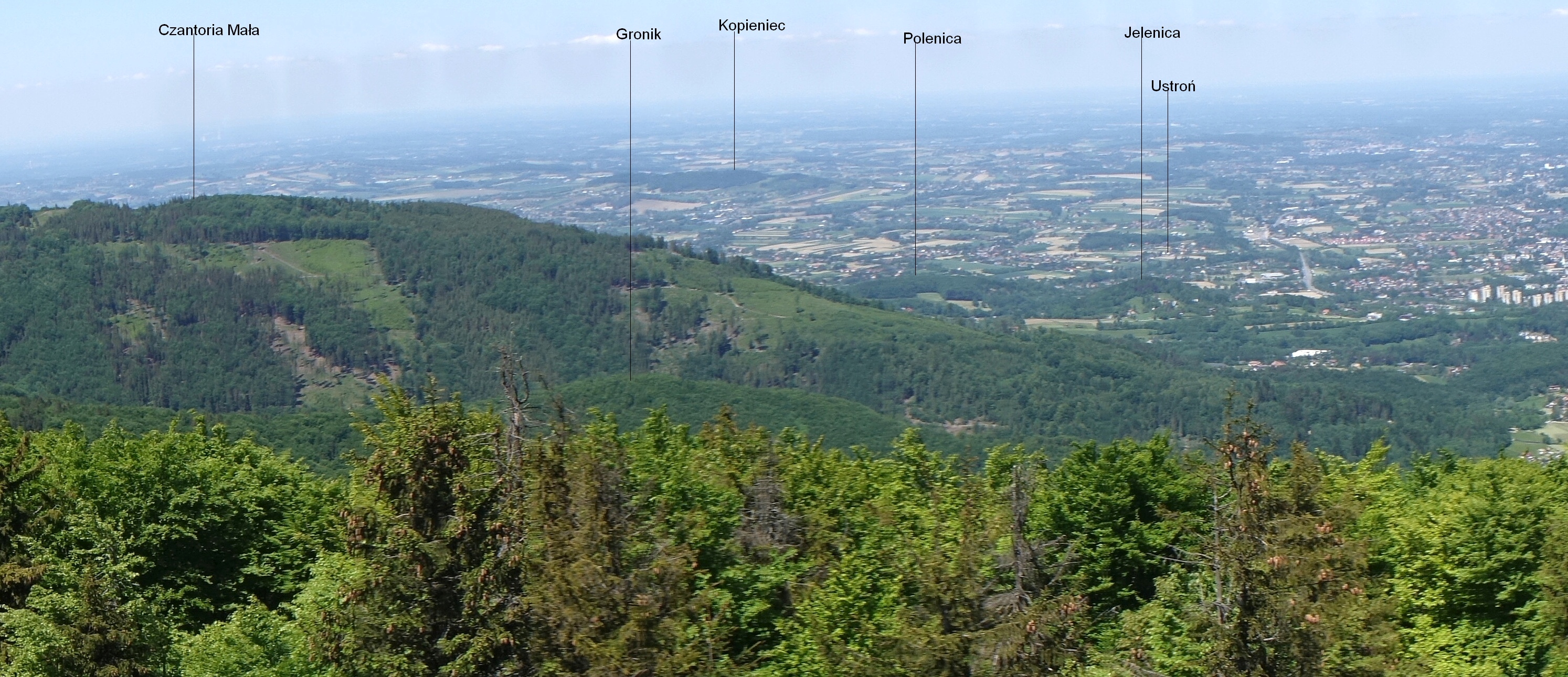
Widok z Czantorii Wielkiej

Mała Czantoria (866 m n.p.m.) – szczyt w głównym grzbiecie Pasma Stożka i Czantorii w Beskidzie Śląskim, niecałe 3 km na północny zachód od Czantorii Wielkiej. Pierwszy, licząc od północy, „beskidzki” szczyt w wododziale Wisły i Odry. Znajduje się w granicach miasta Ustroń w województwie śląskim, powiecie cieszyńskim.

## Opis
Północno-wschodni grzbiet Małej Czantorii opada na Pogórze Śląskie. znajdują się na nim wzniesienia Polenica i Jelenica. Południowo-wschodni stok tego grzbietu opada do Potoku Roztoki spływającego dnem doliny między Czantornią Małą a Gronikiem. Mała Czantoria to góra o stromych stokach, zbudowana z gruboławicowych, krzemienistych piaskowców należących do tzw. płaszczowiny godulskiej. Pokryta jest w większości bukowo-świerkowymi lasami, jedynie w partiach przyszczytowych istnieje kilka większych polan. Polany te, wraz z polanami na Wielkiej Czantorii, były niegdyś żywym ośrodkiem szałaśnictwa. Ludomir Sawicki, prowadząc w 1913 r. badania nad pasterstwem na Śląsku Cieszyńskim, stwierdził funkcjonowanie pod szczytem Małej Czantorii szałasu, w którym 7 wspólników z Ustronia wypasało 200 owiec. Obecnie jedynie okazjonalnie wypasane są tu latem niewielkie stadka owiec.
Nazwa Mała Czantoria w niemieckiej formie Kleine Czantorie Berg pojawia się na mapach katastralnych Śląska Cieszyńskiego w 1836 r.
Na szczycie znajduje się wieża triangulacyjna. Z polany okrywającej spłaszczenie szczytowe roztacza się widok ku zachodowi i północy. Widoczne jest Pogórze Cieszyńskie od Cieszyna po Skoczów, a przy dobrej pogodzie na północy – Jezioro Goczałkowickie, odległe stąd w linii prostej o 24 km. Na południowo-zachodnich zboczach Małej Czantorii znajduje się pomnik w miejscu śmierci polskich partyzantów z oddziału „Czantoria” z czasów II wojny światowej.

## Turystyka
Tuż pod szczytem, od strony zachodniej, przebiegają szlaki turystyczne:
 – zielony do Goleszowa PKP (2:30 h) przez Tuł (1 h)
 – zielony na Wielką Czantorię (1 h)
 – żółty do Ustronia Zdroju PKP (1:30 h).
Południowymi stokami Małej Czantorii, dość nisko, biegną czeskie znaki z Trzyńca do rozdroża pod Wielką Czantorią.
Do nazwy szczytu nawiązywało schronisko turystyczne pod Małą Czantorią, istniejące od lat 20. XX wieku do 1984 na północno-wschodnich stokach.